# Claire Amitié
Claire Amitié è un'associazione internazionale di fedeli di diritto pontificio.

## Storia
Le origini dell'associazione risalgono alla casa di accoglienza per giovani donne in difficoltà aperta nel 1946 a Roubaix da Thérèse Cornille su incoraggiamento di Achille Liénart, vescovo di Lilla.
Altre case furono aperte negli anni successivi prima in Francia e poi in Africa, Asia e America latina; il Pontificio consiglio per i laici riconobbe Claire Amitié come associazione internazionale di fedeli di diritto pontificio il 13 maggio 1993.

## Attività e diffusione
L'associazione opera nei centri Clair Logis destinati all'accoglienza e al recupero di donne emarginate o in difficoltà.
Claire Amitié è guidata da una presidente e direttrice generale coadiuvata da un consiglio; pubblica il bollettino mensile Parfum d’Ici et d’Ailleurs.
L'associazione conta 277 membri tra permanenti (donne che si impegnano a vivere in verginità e a condurre vita fraterna in comunità) e associati (uomini e donne che cooperano nella gestione delle opere dell'associazione) ed è presente in 7 nazioni. La sede centrale dell'associazione è in rue de l'Ourcq, a Parigi.